# Alexis Farjaudon
Alexis Farjaudon est un joueur français de volley-ball, actuellement entraîneur, né le 4 juin 1985 à La Seyne-sur-Mer (Var). Il mesure 1,97 m et joue réceptionneur-attaquant.

## Clubs joueur
| Club                | Pays   | De        | À         |
| ------------------- | ------ | --------- | --------- |
| AS Cannes           | France | 2004-2005 | 2005-2006 |
| Marseille Volley 13 | France | 2006-2007 | 2007-2008 |
| Club Alès CVB       | France | 2008-2009 | 2010-2011 |
| Asnières Volley 92  | France | 2011-2012 | 2015-2016 |
| AS Cannes           | France | 2016-2017 | 2017-2018 |

## Club entraîneur adjoint
| Club             | De        | À         |
| ---------------- | --------- | --------- |
| AS Saint-Raphaël | 2018-2019 | 2018-2019 |

## Club entraîneur
| Club                   | De        | À   |
| ---------------------- | --------- | --- |
| AS Saint-Raphaël       | 2019-2022 | ... |
| Pays d'Aix-Venelles VB | 2022-2023 |     |

## Palmarès joueur
- Championnat de France (1)
  - Vainqueur : 2005
- Coupe de France 
  - Finaliste : 2006